# Joseph Naumann
Joseph Fred Naumann, född 4 juni 1949 i Saint Louis, är en amerikansk romersk-katolsk ärkebiskop. Han är sedan 2005 ärkebiskop av Kansas City in Kansas.

## Biografi
Joseph Naumann är son till Fred och Louise Naumann, född Lukens. Han studerade vid Cardinal Glennon College och vid Kenrick-Glennon Seminary i Saint Loius och prästvigdes den 24 maj 1975 av kardinal John Carberry. 
I juli 1997 utnämndes Naumann till hjälpbiskop av Saint Louis och titulärbiskop av Caput Cilla och vigdes den 3 september samma år av ärkebiskop, sedermera kardinal, Justin Rigali. Ärkebiskop Rigali assisterades vid detta tillfälle av biskoparna Edward O'Donnell och Edward Braxton. 
I januari 2004 utnämndes Naumann till koadjutorärkebiskop av Kansas City in Kansas under James Keleher och efterträdde denne ett år senare, i januari 2005.
I slutet av januari 2021 kritiserade ärkebiskop Naumann den nytillträdde presidenten Joe Bidens abortvänliga politik.

## Bilder
| - Ärkebiskop Joseph Naumanns vapen. |